# روبرت رودريغيز
روبرت رودريغيز (بالإنجليزية: Robert Rodriguez)‏ (مواليد 20 يونيو 1968 في سان أنطونيو)، هو مخرج ومنتج أفلام وكاتب سيناريو أمريكي بدأ نشاطه سنة 1991.

## مشواره الفني
اظهر اهتمام في عالم الإنتاج السينمائي كما كان له القدرة على تطوير أسلوبه في التصوير لخلق افلام قصيرة باستخدام عائلته والمدينة التي يقطن بها، لمع روبرت باستخدام خياله في عالم السينما حيث اشتهر بأفلام الخيال والرعب والخيال العلمي والرسوم المتحركة القصيرة التي اكسبته سمعة واسعة إلا أنه كتب أول فيلم هوليوودي كبير عام (1992) وبعد ذلك افتتح شركته الإنتاجية «لوس المشاغبون» ثم بدله لاحقا بـ (استديوهات مثير الشغب) ومن أبرز أعماله (سن سيتي) عام 2005.

## أعماله
| سنة  | أعمال                                  | الوظيفة                                 |
| ---- | -------------------------------------- | --------------------------------------- |
| 2019 | رحلة صعود داني تريجو                   | تمثيل بنفسه                             |
| 2019 | أحمر 11                                | مخرج/مؤلف/مونتاج/تصوير                  |
| 2019 | دمى قبيحة                              | إنتاج                                   |
| 2019 | أليتا: ملاك المعركة                    | مخرج/مؤلف                               |
| 2014 | مدينة الخطيئة: سيدة تقتل من أجلها      | مخرج/مؤلف/مونتاج/تصوير/انتاج/موسيقى     |
| 2014 | كان يا مكان                            | مؤلف                                    |
| 2013 | ماشيتي يقتل                            | مخرج/مؤلف/مونتاج/تصوير/موسيقى           |
| 2011 | أطفال جواسيس 4-D: كل الوقت في العالم   | مخرج/مؤلف                               |
| 2009 | ال شورت                                | مخرج/مؤلف/مونتاج/تصوير/انتاج/موسيقى     |
| 2007 | كوكب الرعب                             | مخرج/مؤلف                               |
| 2005 | مغامرات الولد القرش وفتاة البركان      | مخرج/مؤلف                               |
| 2005 | Curandero                              | مؤلف                                    |
| 2003 | أطفال جواسيس 3-دي: النهاية             | مخرج/ سيناريو/مونتاج/تصوير/انتاج/موسيقى |
| 2002 | أطفال جواسيس 2: جزيرة الأحلام المفقودة | مخرج/مؤلف                               |
| 2001 | أطفال جواسيس                           | مخرج/مؤلف                               |
| 1998 | هَيْئَةُ التَّدْرِيْس                           | مخرج/مونتاج/انتاج                       |
| 1996 | من الغسق حتى الفجر                     | مخرج                                    |
| 1995 | اربع غرف                               | مخرج/ قصة وسيناريو وحوار/مونتاج         |
| 1995 | خارج عن القانون                        | مخرج/مؤلف                               |
| 1992 | المارياتشي                             | مخرج/مؤلف                               |

## وصلات خارجية
- الموقع الرسمي
- روبرت رودريغيز على موقع IMDb (الإنجليزية)
- روبرت رودريغيز على موقع الموسوعة البريطانية (الإنجليزية)
- روبرت رودريغيز على موقع روتن توميتوز (الإنجليزية)
- روبرت رودريغيز على موقع مونزينجر (الألمانية)
- روبرت رودريغيز على موقع ألو سيني (الفرنسية)
- روبرت رودريغيز على موقع ميوزك برينز (الإنجليزية)
- روبرت رودريغيز على موقع تيرنر كلاسيك موفيز (الإنجليزية)
- روبرت رودريغيز على موقع أول موفي (الإنجليزية)
- روبرت رودريغيز على موقع بوكس أوفيس موجو (الإنجليزية)
- روبرت رودريغيز على موقع قاعدة بيانات الأفلام السويدية (السويدية)